# Сърница (област Хасково)
 Тази статия е за село Сърница.  За града в област Пазарджик вижте Сърница.  
Сърнѝца е село в Южна България, община Минерални бани, област Хасково.

## География
Село Сърница се намира на около 22 km запад-югозападно от областния център Хасково и около 8 km юг-югозападно от общинския център село Минерални бани. Разположено е в южните подножия на планинския рид Мечковец, на около 2,5 km северно от Харманлийска река. Надморската височина в центъра на селото при сградата на кметството е около 465 – 470 m.
Общински път на изток свързва Сърница с третокласния републикански път III-506 и по него на север – със село Минерални бани.
Населението на село Сърница, наброявало 1144 души при преброяването към 1934 г. и намаляло до 708 към 1985 г., след известни колебания през следващите години наброява 586 души (по текущата демографска статистика за населението) към 2020 г.
При преброяването на населението към 1 февруари 2011 г., от обща численост 604 лица, за 26 лица е посочена принадлежност към „българска“ етническа група, за 418 – към „турска“, за 9 – към ромска и за останалите не е даден отговор.

## Обществени институции
Село Сърница към 2020 г. е център на кметство Сърница.
В село Сърница към 2020 г. има:
- действащо читалище „Борба – 1927“;[6][7]
- джамия;[8]
- православна църква „Свети Николай“;[9]
- пощенска станция.[10]

## Културни и природни забележителности
- Орлови скали
- Връх Аида – на около 3,5 km северно от Сърница, висок 860 m; телекомуникационна база на върха[11]
- Защитена местност „Айда“[12]